# Julio Luna Ferreccio
Julio Humberto Luna Ferreccio (Ica, 5 de diciembre de 1909-Lima, 27 de marzo de 1987) fue un militar y político peruano. Fue comandante general del Ejército del Perú y ministro de Guerra de 1963 a 1965, en el primer gobierno de Fernando Belaúnde Terry.

## Biografía
Nació en Ica. Hijo de Liborio Luna Uribe y Rosa Ferreccio Bernales. Sus hermanos también fueron militares: su hermano mayor, Antonio Luna Ferreccio, fue general de división, comandante general del Ejército Peruano y ministro de Guerra (esto último siendo todavía coronel, en el gobierno de Bustamante y Rivero); y su hermano menor Jorge Luna Ferreccio, fue vicealmirante de la Armada Peruana, comandante general de la Marina y ministro de Marina en el primer gobierno de Belaunde. Se trata de un caso especial en el que tres hermanos llegaron a los más altos rangos en las Fuerzas Armadas, así como a los cargos de ministros de Estado.
Cursó su educación primaria en el colegio San Luis Gonzaga de Ica; y la secundaria en el Colegio Nuestra Señora de Guadalupe de Lima. A los 16 años de edad ingresó al ejército y luego a la Escuela Militar de Chorrillos, de donde egresó como alférez de artillería en 1929.
Participó en la guerra de Ecuador de 1941. Por acción distinguida mereció su ascenso a mayor.
Fue siempre muy dado al campo académico. Fue profesor de topografía, artillería e historia militar en la Escuela Militar de Chorrillos; de geografía militar del Perú en la Escuela de Aplicación de Artillería; y de táctica, estrategia y estado mayor en la Escuela Superior de Guerra (1957-1958). De esta última llegó a ser director. Fundó además una revista profesional sobre artillería (1953).

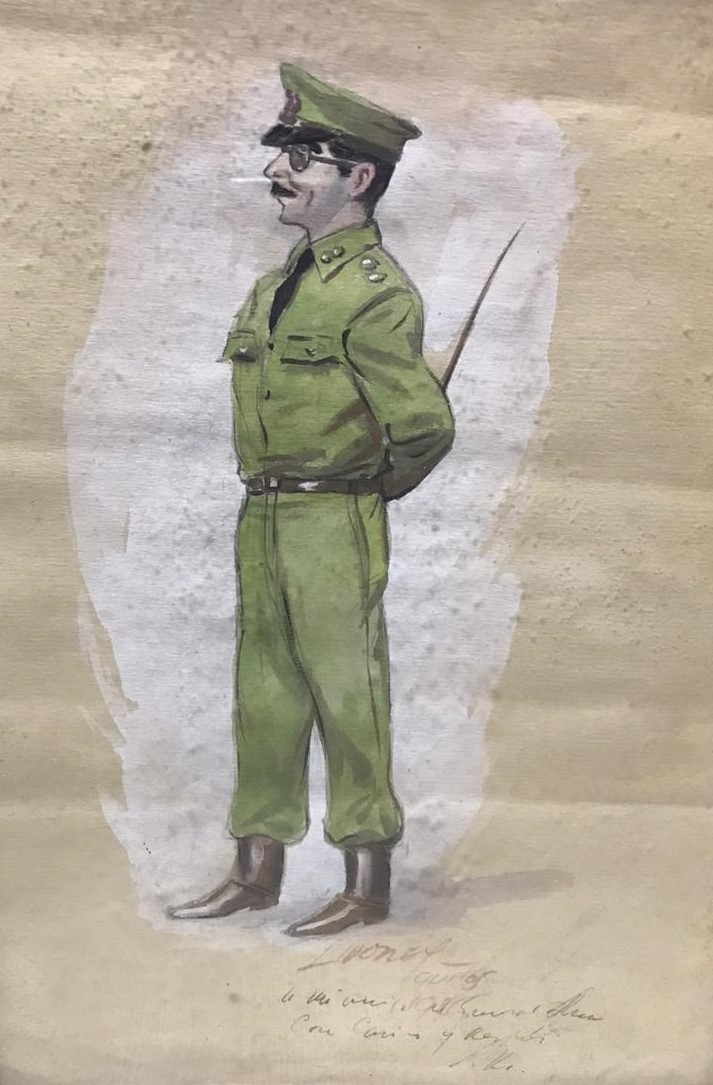
Una caricatura del general Julio Humberto Luna Ferreccio.

Dejó honda huella en su paso como director de la Escuela Superior de Guerra. Reorganizó la actual Escuela de postrado ESGE, a cuyo programa académico incluyó como novedad viajes de exploración y estudio a la Amazonía. Reunió en la plana del ESGE a destacados miembros del Ejército y también a un oficial de la Marina, lo que implicaba un primigenio accionar conjunto en lo académico entre las diferentes armas, precisamente en el año en el que se fundaba el Comando Conjunto de las Fuerzas Armadas (1957). Entre dichos miembros se encontraban José Cabrejo Mejía, Edgardo Mercado Jarrín, Guillermo Arbulú Galliani, Otto Eléspuru Revoredo, Pedro Richter Prada y Jesús Polar Valdivia (este último de la Marina).
El gobierno del general Manuel A. Odría (1950-1956)  le encargó, a él y a su hermano Antonio Luna Ferreccio (entonces comandante general del Ejército), el bosquejo de un programa general de modernización del Ejército, que se fue cumpliendo meticulosamente hasta la década siguiente.
En 1956 se encargó de debelar la sublevación del general Marcial Merino en Iquitos. Asumió como Comandante General de la 5.ª Región Militar con sede en dicha ciudad del oriente amazónico. Fue luego comandante general de la 1.ª Región Militar con sede en Piura; así como Inspector General y Jefe del Estado Mayor General del Ejército.
En 1961, bajo el segundo gobierno de Manuel Prado Ugarteche, pasó a ser Comandante General del Ejército. En tal calidad fue copartícipe del golpe de Estado de 1962, que dieron las Fuerzas Armadas de manera institucional, faltando pocos días para finalizar el mandato de Prado. El motivo fue el presunto fraude que hubo en las elecciones de 1962. Se instaló entonces una Junta Militar de Gobierno presidida por el general Ricardo Pérez Godoy, cuyo misión era convocar nuevas elecciones para 1963. Pero cuando hubo indicio de que Pérez Godoy pretendía perpetuarse en el poder, Julio Luna Ferreccio y los otros Comandantes Generales de la Marina de Guerra y de la Fuerza Aérea, se presentaron en Palacio de Gobierno para conminar a Pérez Godoy a que dejase la presidencia de la Junta. Después de alguna fricción, Pérez Godoy dejó el mando de la Junta al general de división Nicolás Lindley López, que se encargó de cumplir con el programa ya pactado de convocar a nuevas elecciones (3 de marzo de 1963).

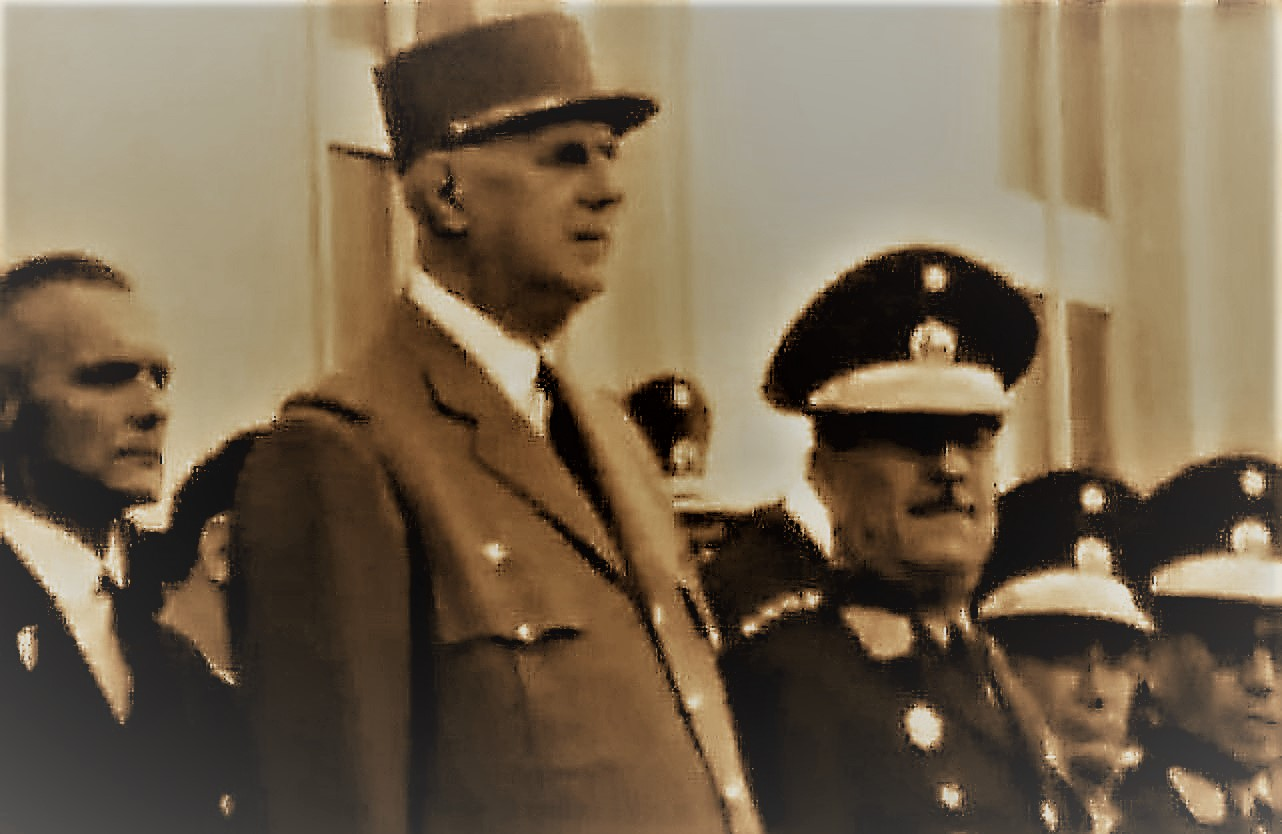
El general Julio Humberto Luna Ferreccio, junto con el presidente de Francia, general Charles de Gaulle, en la visita que este hizo al Perú en 1964.

En 1963, tras el triunfo en las elecciones presidenciales del arquitecto Fernando Belaúnde Terry, aceptó la invitación para ser ministro de Guerra del flamante gobierno. En dicha función, le correspondió recibir a Charles de Gaulle, en la célebre visita que hizo el presidente francés al Perú en 1964. También le tocó enfrentar la insurgencia del Movimiento de Izquierda Revolucionaria (MIR), liderado por Luis de la Puente Uceda, así como de otros grupos guerrilleros inspirados en la revolución cubana.
Como comandante del Ejército y ministro de Guerra, se preocupó por elevar los niveles académicos del ejército, así como perfiló las bases para la creación del Sistema de Defensa Nacional. Además, reorganizó el Servicio de Intendencia y creó Industrias Militares (Indumil) e impulsó el plan vial del ejército en el norte y oriente del país.
Ya retirado, en 1968 integró el Consejo Superior del Ejército y fue uno de los diseñadores del Sistema Nacional de Defensa Civil, actual Instituto Nacional de Defensa  Civil. También ejerció como embajador extraordinario y en misiones especiales a la República Dominicana y Paraguay, durante el gobierno de Belaunde.
En sus últimos años se mantuvo lúcido y solía ser consultado sobre diversos temas nacionales. Falleció en Lima el 27 de marzo de 1987 y fue sepultado en el cementerio de La Planicie con honores de Ministro de Estado.

## Publicaciones
- La artillería peruana y el 2 de mayo de 1866
- Conceptos en torno a la Geografía Militar
- Cronología del Ejército Peruano
- «Testigos ancianos de la guerra del Pacífico (Generales Echenique, Pezet y La Puerta)» (ensayo).